# Malešické náměstí
Malešické náměstí je jediným náměstím v Malešicích, které jsou téměř celé součástí Prahy 10. Náměstí s kapličkou svatého Václava a okolní zástavbou už jen vzdáleně připomíná historické jádro starých Malešic, kdysi poklidné pražské periferie spíše venkovského rázu. Je poznamenáno průjezdnou dopravou a uvažuje se o jeho úpravě.

## Popis a historie

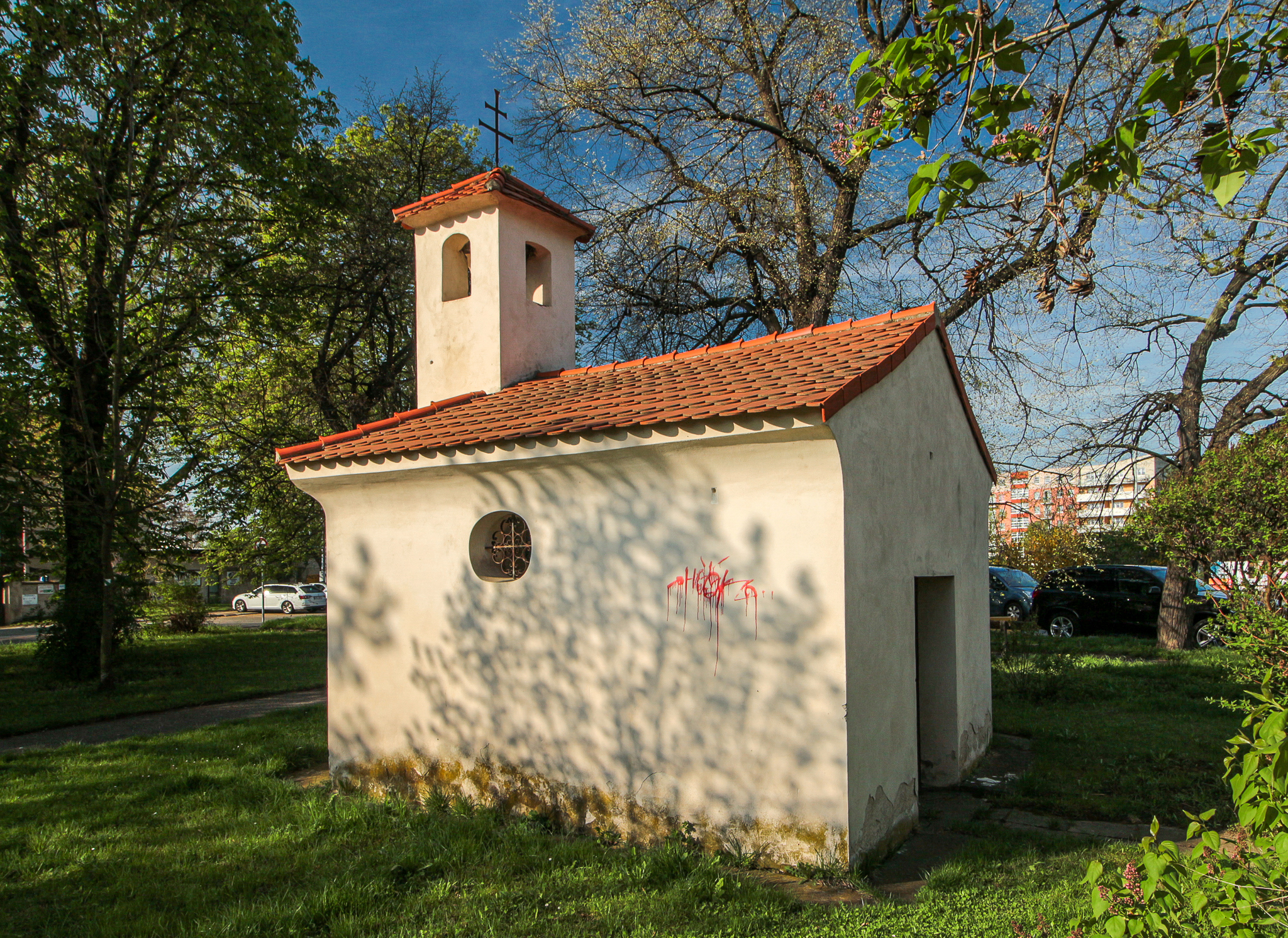
Kaple sv. Václava na Malešickém náměstí

Malešické náměstí bývalo původně návsí a křižovatkou středověkých cest. Má zhruba tvar rovnostranného trojúhelníku o straně asi 75 m, na západní straně ho ohraničuje poměrně frekventovaná komunikace, která se na sever od náměstí jmenuje U tvrze a směřuje do Hrdlořez k Českobrodské, na jih od náměstí se jmenuje Dřevčická a směřuje do Strašnic k Černokostelecké. Do jižního rohu náměstí ústí od západu ze Žižkova ulice Malešická. Ostatní komunikace ústící do náměstí mají spíše místní význam: ulice Na Univerzitním statku vedoucí mezi bývalými hospodářskými budovami připomíná, že v 18. století patřily Malešice jako zemědělská obec Univerzitě Karlově. Ulice Podle trati vede z náměstí na jihovýchod k průmyslovým objektům u nákladového nádraží Praha-Malešice. 
Část náměstí vyplňuje parčík se stromy, mezi kterými stojí památkově chráněná kaplička sv. Václava z 19. století. U jižního cípu náměstí je Malešický zámek, památkově chráněná původně barokní budova od Jakuba Canavalleho z let 1686–1689, později značně upravovaná a v současně době (2020) ve špatném stavu.
Náměstí je jednou ze zastávek Naučné stezky sv. Josefa, která prochází Malešicemi. Vede tudy i žlutá a modrá turistická trasa.
O úpravě Malešického náměstí a jeho okolí, včetně zámečku, se diskutuje už od roku 2014. Řešení ale závisí především na rozhodnutí o výstavbě městského okruhu.